# I Concilio de Letrán

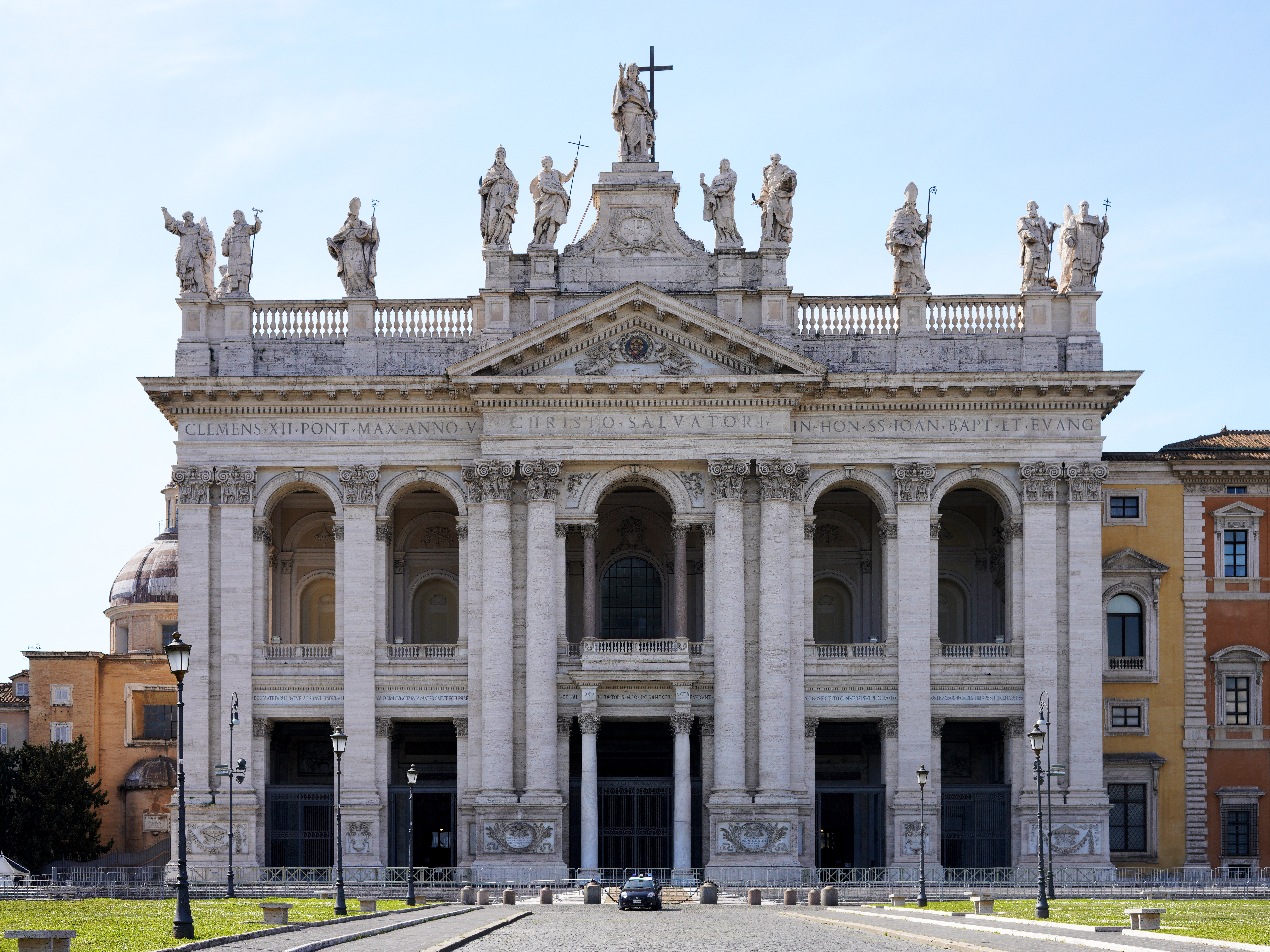
Archibasílica de San Juan de Letrán

El Primer Concilio Lateranense se celebró en Roma, con la Basílica de San Juan de Letrán como sede, y desarrolló sus sesiones entre el 18 de marzo de 1123 y el 11 de abril del mismo año. Está considerado por la Iglesia católica como el IX Concilio Ecuménico y el primero de los celebrados en Occidente.
Fue convocado por el papa Calixto II en diciembre de 1122 inmediatamente después del Concordato de Worms que puso fin a la querella de las investiduras y a él asistieron, según la fuentes, entre 300 y 1000 participantes que promulgaron 25 cánones, aunque muchos de los cuales se ciñeron exclusivamente a confirmar decretos de concilios anteriores, en los que legisló sobre las siguientes cuestiones:
- Ratificación del Concordato de Worms que puso fin a la Querella de las investiduras.

- Mantenimiento de la Tregua de Dios, instituida en el año 987.

Una de las decisiones más importantes y que marcará la distribución eclesiástica y la vida monacal, es la decisión de Canon 3 y 11, que prohíben a los sacerdotes, diáconos subdiáconos y monjes casarse o tener concubinas; también se prohíbe que tengan en sus casas mujeres, excepto las aprobadas por los cánones antiguos. Los matrimonios de clérigos son declarados nulos de pleno jure y los que los hayan contraído están sujetos a las penas.

## Cánones principales
Los principales cánones que aprobaron los Padres Conciliares fueron:
- Condena de la simonía (Canon 1).
- Se prohíbe el matrimonio a los sacerdotes, diáconos, subdiáconos, y monjes. También les prohíbe mantener concubinas y la permanencia en sus casas de cualquier mujer diferente a las admitidas por los antiguos cánones. Los matrimonios en vigor de los clérigos son nulos de pleno derecho, y los que los hubiesen oficiado son declarados pecadores y obligados a confesión (Cánones 3 y 11).

- Se declaran nulas todas las ordenaciones efectuadas por el antipapa Gregorio VIII desde el momento de su excomunión (Canon 6).

- Se concede el perdón de sus pecados y toma bajo su protección a las familias y posesiones de los cruzados, incurriendo en excomunión aquellos que se atrevan a molestar o apoderarse de ellos en ausencia del propietario y extiende el mandato de excomunión si no retomaran la cruz en un año desde la próxima Pascua, aquellos que han añadido anteriormente la cruz a su vestimenta y luego se han despojado de ella, no solo a los que luchan en Jerusalén sino también en la península ibérica (Canon 11).[3]

- Se condena con la excomunión a los laicos que se apoderasen de los ofrecimientos hechos a la Iglesia, y de aquellos que fortificasen las iglesias como fortalezas (Canon 14).

- Se establece también la excomunión para los que asaltasen a los peregrinos en su camino a Roma (Canon 16).

- Se prohíbe a los abades y religiosos alojar a pecadores penitentes, visitar los enfermos, administrar la extremaunción y cantar misas solemnes y públicas; sin haber obtenido antes santo crisma y el santo aceite de sus respectivos obispos (Canon 17).[4]